# Idéalisme objectif
Pour les articles homonymes, voir Idéalisme.
 (juin 2016).
Si vous disposez d'ouvrages ou d'articles de référence ou si vous connaissez des sites web de qualité traitant du thème abordé ici, merci de compléter l'article en donnant les références utiles à sa vérifiabilité et en les liant à la section « Notes et références ».
L'idéalisme objectif est une métaphysique idéaliste qui postule une vision du monde dans laquelle l'être matériel est fondé sur un être spirituel. Il se présente comme une conception philosophique ontologiquement en opposition avec le matérialisme. Josiah Royce, un important défenseur de cette métaphysique, a écrit qu'il était indifférent « que quelqu'un appelle tout cela théisme ou panthéisme ». Platon est considéré comme l'un des premiers représentants de l'idéalisme objectif. Distinct de l'idéalisme subjectif de George Berkeley, l'idéalisme objectif abandonne la chose en soi du dualisme kantien.[réf. nécessaire]

## Différence d'avec les autres idéalismes
L'idéalisme, considéré du point de vue métaphysique, est l'idée selon laquelle l'esprit constitue la réalité fondamentale. Il a pris plusieurs formes distinctes mais connexes. Parmi elles se trouvent l'idéalisme objectif et l'idéalisme subjectif. L'idéaliste objectif accepte le réalisme du sens commun (l'idée que les objets matériels existent indépendamment du sujet pensant), au contraire de l'idéaliste subjectif, mais rejette le matérialisme (selon lequel l'esprit et les valeurs spirituelles ont émergé de choses matérielles). Les idéalistes subjectifs estiment que les objets physiques n'existent pas indépendamment de la perception humaine et que la matière elle-même n'existe pas – s'opposant de ce fait au réalisme et au matérialisme. Ainsi, l'antimatérialisme de l'idéalisme objectif est différent de l'immatérialisme de l'idéalisme subjectif : la matière existerait indépendamment de l'esprit qui perçoit, mais elle n'aurait pas de substance propre (Leibniz), intrinsèquement solide et tangible.

« Si l'idéalisme subjectif s'enferme dans la sphère de l'individualité connaissante et la forme sensuelle de sa cognition, l'idéalisme objectif, au contraire, remonte le résultat de la pensée humaine, de l'ensemble de la culture de l'homme à un absolu, lui attribuant une être supra-personnel absolument indépendant et la puissance active »

Schelling et Hegel ont proposé des formes d'idéalisme objectif. Mais celui-ci est d'abord associé à Platon. Le philosophe américain Charles Sanders Peirce (1839-1914) a présenté sa propre version de l'idéalisme objectif ainsi :
« La théorie intelligible de l'univers est celle de l'idéalisme objectif, que la matière est un esprit affaibli, des habitudes invétérées devenant lois physiques. » (Peirce, CP 6.25).

## Partisans notables
- Friedrich Wilhelm Joseph von Schelling
- Georg Wilhelm Friedrich Hegel
- Charles Sanders Peirce
- Josiah Royce
- Vittorio Hösle : pour ce philosophe, l'idéalisme objectif cherche à dépasser le dualisme moderne et le relativisme éthique[3].

## Source de la traduction
- (en) Cet article est partiellement ou en totalité issu de l’article de Wikipédia en anglais intitulé « Objective idealism » (voir la liste des auteurs).